# Urodacus
Genre
Synonymes
- Ioctonus Thorell, 1876
- Iodacus Pocock, 1891
- Hemihoplopus Birula, 1903

Urodacus est un genre de scorpions de la famille des Scorpionidae.

## Distribution
Les espèces de ce genre sont endémiques d'Australie.

## Liste des espèces
Selon The Scorpion Files (15/11/2023) :
- Urodacus armatus Pocock, 1888
- Urodacus butleri Volschenk, Harvey & Prendini, 2012
- Urodacus carinatus Hirst, 1911
- Urodacus centralis L. E. Koch, 1977
- Urodacus elongatus L. E. Koch, 1977
- Urodacus excellens Pocock, 1888
- Urodacus giulianii L. E. Koch, 1977
- Urodacus hartmeyeri Kraepelin, 1908
- Urodacus hoplurus Pocock, 1898
- Urodacus koolanensis L. E. Koch, 1977
- Urodacus lowei L. E. Koch, 1977
- Urodacus lunatus Buzatoo, Clark, Harvey & Volschenk, 2023
- Urodacus macrurus Pocock, 1899
- Urodacus manicatus (Thorell, 1876)
- Urodacus mckenziei Volschenk, Smith & Harvey, 2000
- Urodacus megamastigus L. E. Koch, 1977
- Urodacus novaehollandiae Peters, 1861
- Urodacus planimanus Pocock, 1893
- Urodacus similis L. E. Koch, 1977
- Urodacus spinatus Pocock, 1902
- Urodacus varians Glauert, 1963
- Urodacus uncinus Buzatto, Clark, Harvey & Volschenk, 2023
- Urodacus yaschenkoi (Birula, 1903)

## Systématique et taxinomie
Ce genre a été décrit par Peters en 1861.
Ioctonus a été placé en synonymie par Pocock en 1898.
Iodacus a été placé en synonymie par Pocock en 1893.
Hemihoplopus a été placé en synonymie par Kraepelin en 1908.

## Publication originale
- Peters, 1861 : « Ueber eine neue Eintheilung der Skorpione und ueber die von ihm in Mossambique gesammelten Arten von Skorpionen, aus welchem hier ein Auszug mitgetheilt wird. » Monatsberichte der Königlichen Preussischen Akademie der Wissenschaften zu Berlin, vol. 1861, no 1, p. 507–516 (texte intégral).